# Corrida à Madrid
Pour plus de détails, voir Fiche technique et Distribution.
Corrida à Madrid (Madrid Bullfight) est un film de 26 minutes réalisé par Orson Welles en 1955. Il appartient à la série de Around the World with Orson Welles produite par ITV British Television, qui sera diffusée en France sous le titre Carnets de voyage d'Orson Welles de 1955.

## Synopsis
Dans ce documentaire réalisé pour la télévision anglaise, Orson Welles présente l'univers de la tauromachie, le « mundillo » de la corrida et commente celle du 23 mai 1955 à Madrid, où le torero Antonio Ordóñez se fait prendre.
Présenté par un couple d’aficionados anglais Monsieur et Madame Kenneth, on assiste aux différentes étapes de la vie du « toro » depuis la finca à l’arène. Au début du film, on voit le rejonador Ángel Peralta faire une démonstration de Monte Vaquera, et un document avec Manolete à la véronique.
Orson Welles démontre dans ce film si besoin était son « afición », les Kenneth affirmant même qu’il aurait été picador dans les années 1930, lui dont les cendres ont été dispersées sur l’Andalousie, et dont le fantôme selon la légende, se tient à droite de la porte du toril dans les arènes de Ronda pour protéger les toreros.

## Fiche technique
- Titre : Corrida à Madrid
- Titre original : Madrid Bullfight
- Réalisation : Orson Welles
- Scénario : Orson Welles
- Photographie :
- Montage :
- Production : Louis Dolivet
- Société de production : Associated-Rediffusion Productions
- Pays de production :  Royaume-Uni
- Genre : Documentaire
- Durée : 27 minutes
- Date de sortie : 
  - Royaume-Uni : 16 décembre 1955

## Distribution
- Monsieur et Mme Kenneth
- Orson Welles
- Les toreros Manolete, Pedrés et Antonio Ordóñez
- Le rejoneador Ángel Peralta.

## Orson Welles aficionado
Welles a été un passionné de tauromachie toute sa vie durant. Il avait découvert l'Andalousie à dix-sept ans et il a lui-même pratiqué la tauromachie en tant que Aficionado practico, puis la corrida en tant que novillero. Dans les années 1930 (à partir de 1935 surtout), il avait sillonné l'Espagne sous l’apodo de El Americano. Mais après deux blessures, l'une au cou, l'autre à la cuisse, il renonça à son ambition. Il a déclaré, dans un entretien avec un journaliste de Arriba le 10 février 1951,  qu'il avait cherché à devenir torero mais  « Je ne pus atteindre ce que je me proposais… C'est (la tauromachie) un véritable art de Titan . » 
Il avait contaminé  un certain nombre de célébrités de Hollywood, et il occupait dans les arènes les places du premier rang en compagnie d'acteurs et d'actrices. Certains le suivaient parce que c'était la mode  : Frank Sinatra, Debra Paget Lee Marvin, Glenn Ford. D'autres étaient devenus de réels aficionados : Rita Hayworth, Ava Gardner, Stefanie Powers (qui était devenue elle-même une Aficionada practica), Joseph Cotten, Anthony Quinn
Orson Welles a fait répandre ses cendres dans la finca de son ami Antonio Ordóñez, près de Ronda.
De son Afición a los toros ne subsistent que l'épisode intitulé My Friend Bonito ainsi que quelques émissions de télévision, parmi lesquelles Corrida à Madrid et Orson Welles on the Art of Bullfighting (en français : Orson Welles : de l'art de la corrida).
Il existe d’autres documents filmés dur l'aficion de Welles :
- Albert and David Maysles - Orson Welles dans l’Arène, 8 min, juin 1966 dans The Other Side of the World
- Raynald Collin et Orson Welles, Orson Welles and the Art of Bullfighting, ABC TV, 1961, programme inclus dans TEMPO d'ABC TV.